# Evangelický hřbitov v Dolním Žukově
Evangelický hřbitov v Dolním Žukově se nachází v Českém Těšíně, v části Dolní Žukov, a to na ul. Žukovské. Má rozlohu 4 635 m² (bez pozemku s kaplí).

## Historie
Evangelický (luterský) hřbitov v Dolním Žukově byl založen roku 1880 na pozemku darovaném Pawłem Morcinkem. Posvěcen byl pastorem Janem Pindórem z Těšína dne 17. května 1880. Tehdy na něm byl instalován centrální kříž z litiny. První pohřeb se na hřbitově odehrál 28. února 1881 (šlo o pohřeb batolete Józefa Rusnoka). Roku 1884 byla zahájena výstavba hřbitovní kaple. 
Roku 1945 bylo na hřbitově pohřbeno 14 německých vojáků; jejich ostatky byly roku 1997 exhumovány a převezeny do Valašského Meziříčí. 
Během obou světových válek byly z věže kaple zrekvírovány zvony. Dne 13. února 1949 byly superintendentem Józefem Bergerem posvěceny současné zvony, zhotovené Vítkovickými železárnami. V letech 1954 a 1973 proběhly renovační práce na kapli.
K význačným osobnostem, pohřbeným na hřbitově v Dolním Žukově, patří evangelický biskup Jerzy Cymorek či evangelický senior Karol Teper.
Hřbitov je v církevním vlastnictví; jeho provozovatelem je město Český Těšín.

## Galerie

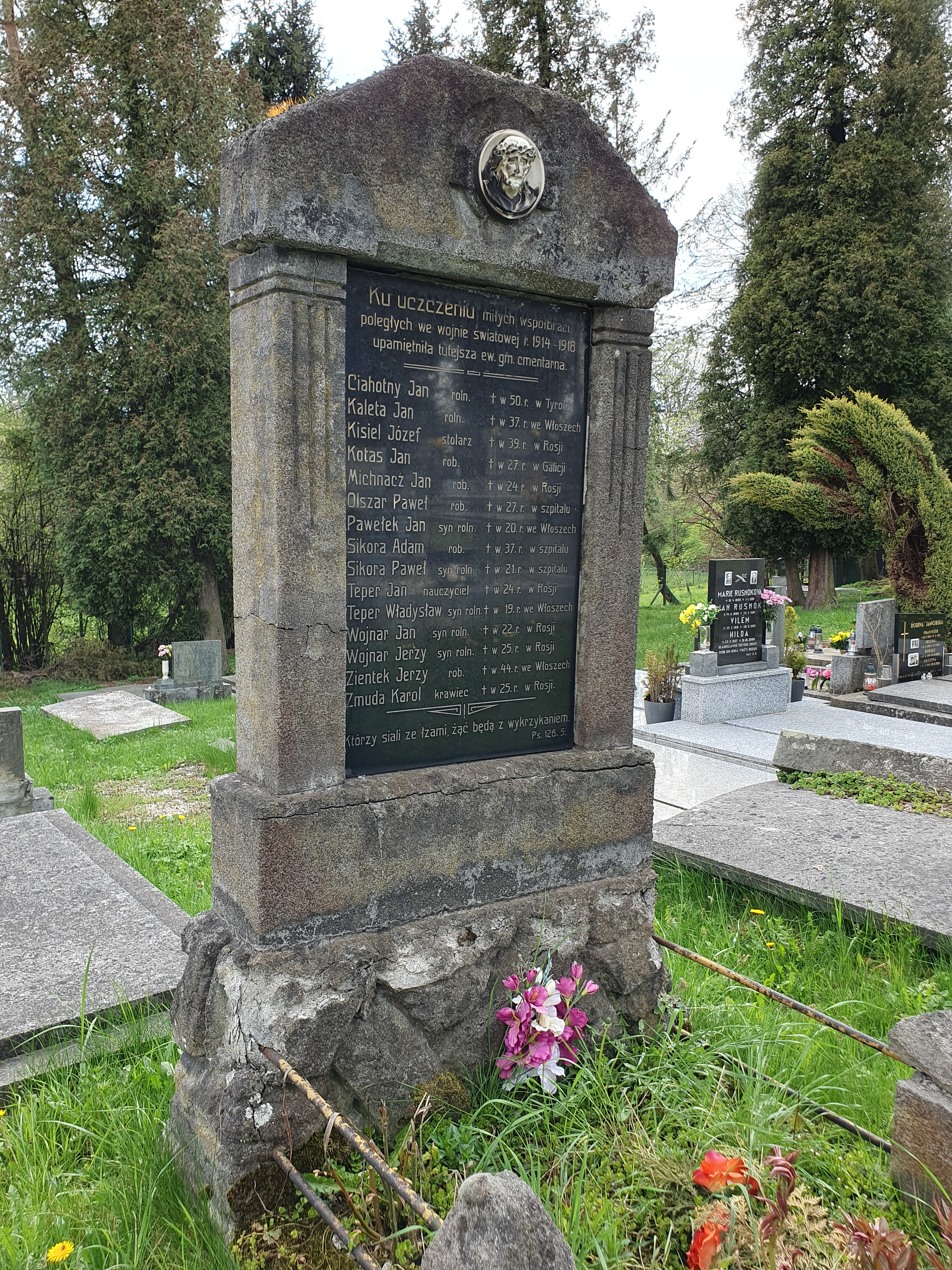
Pomník obětem 1. světové války
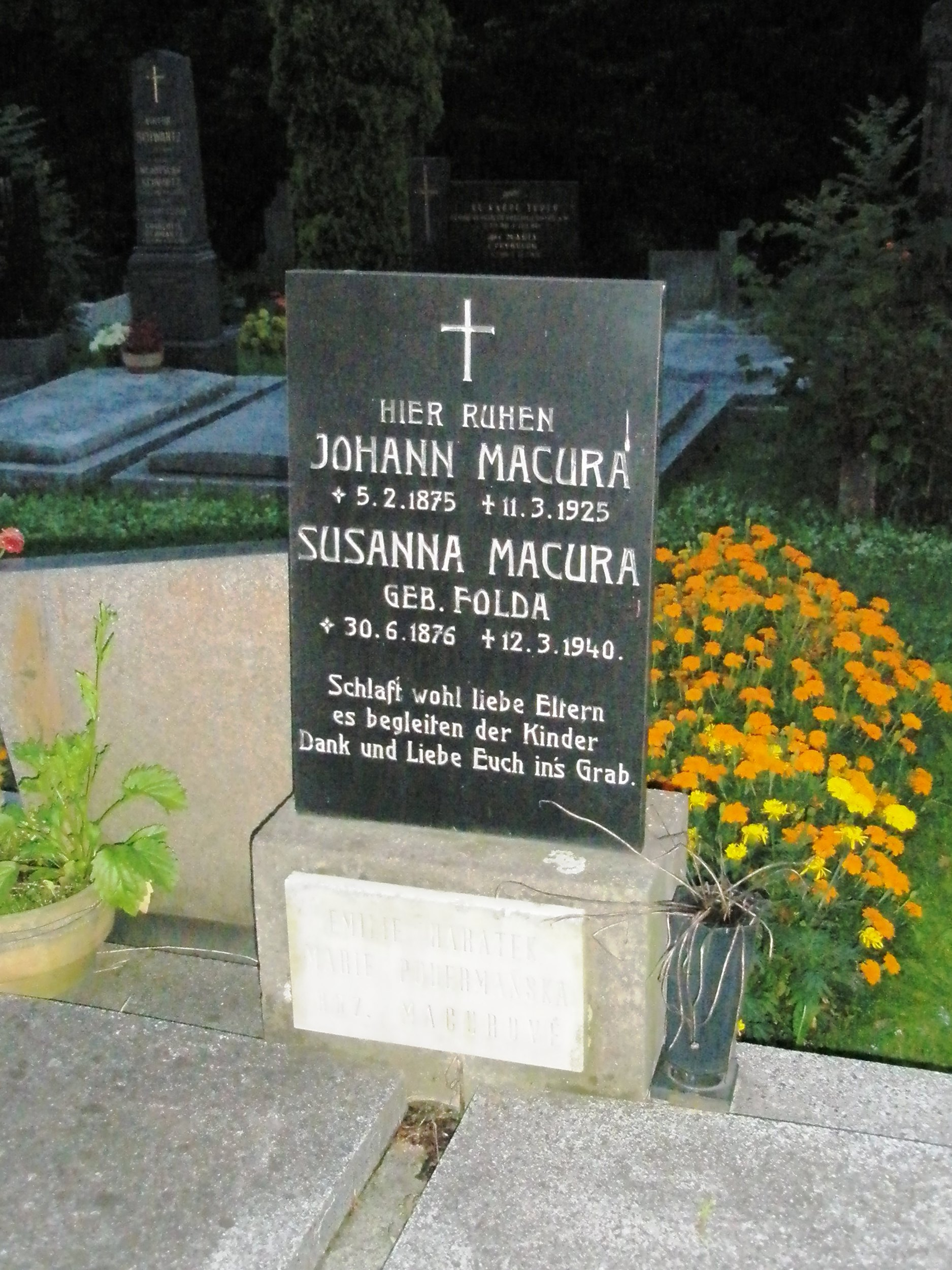
Hrob rodiny Macurových s německým nápisem
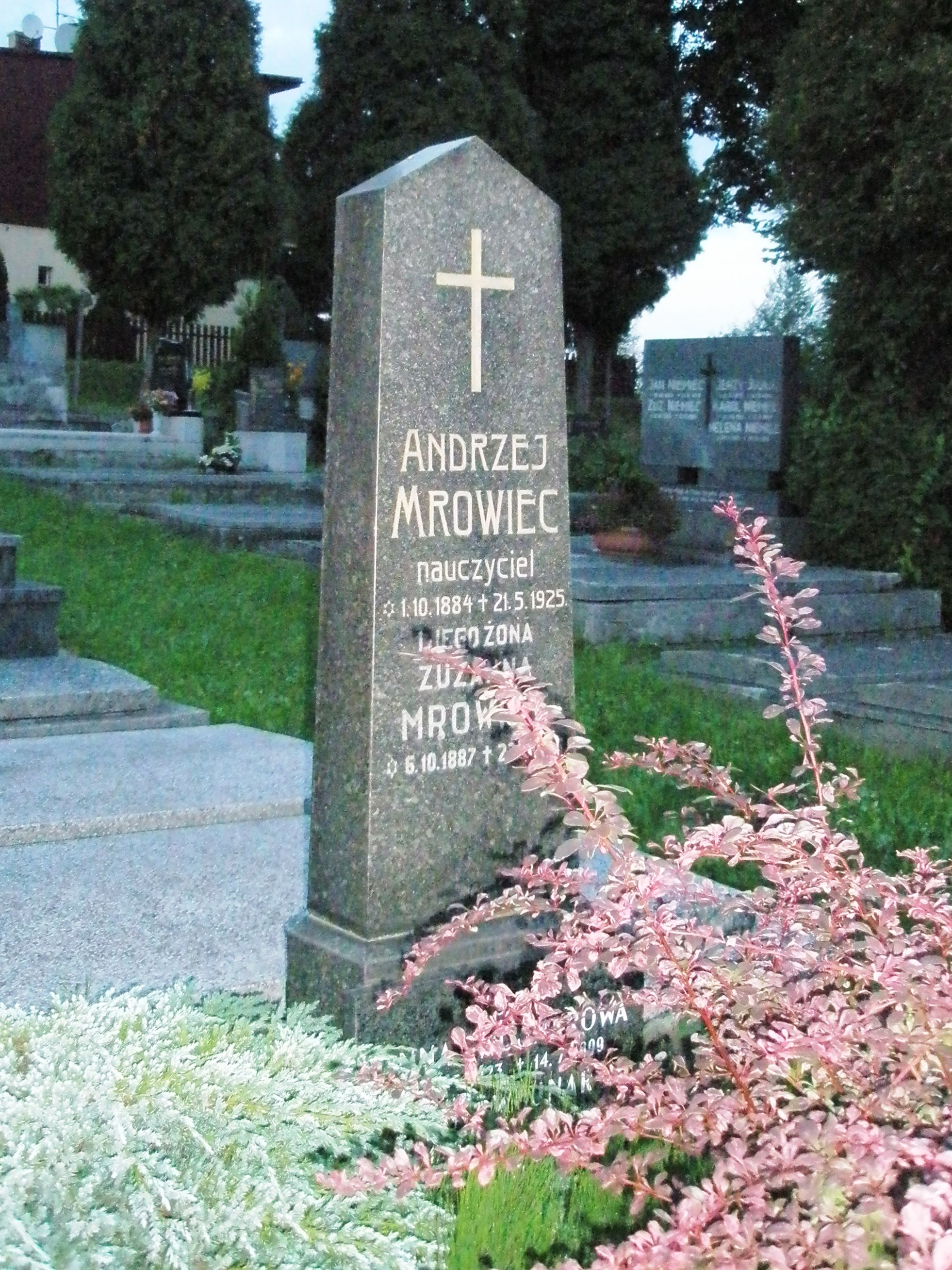
Hrob učitele Andrzeje Mrowce
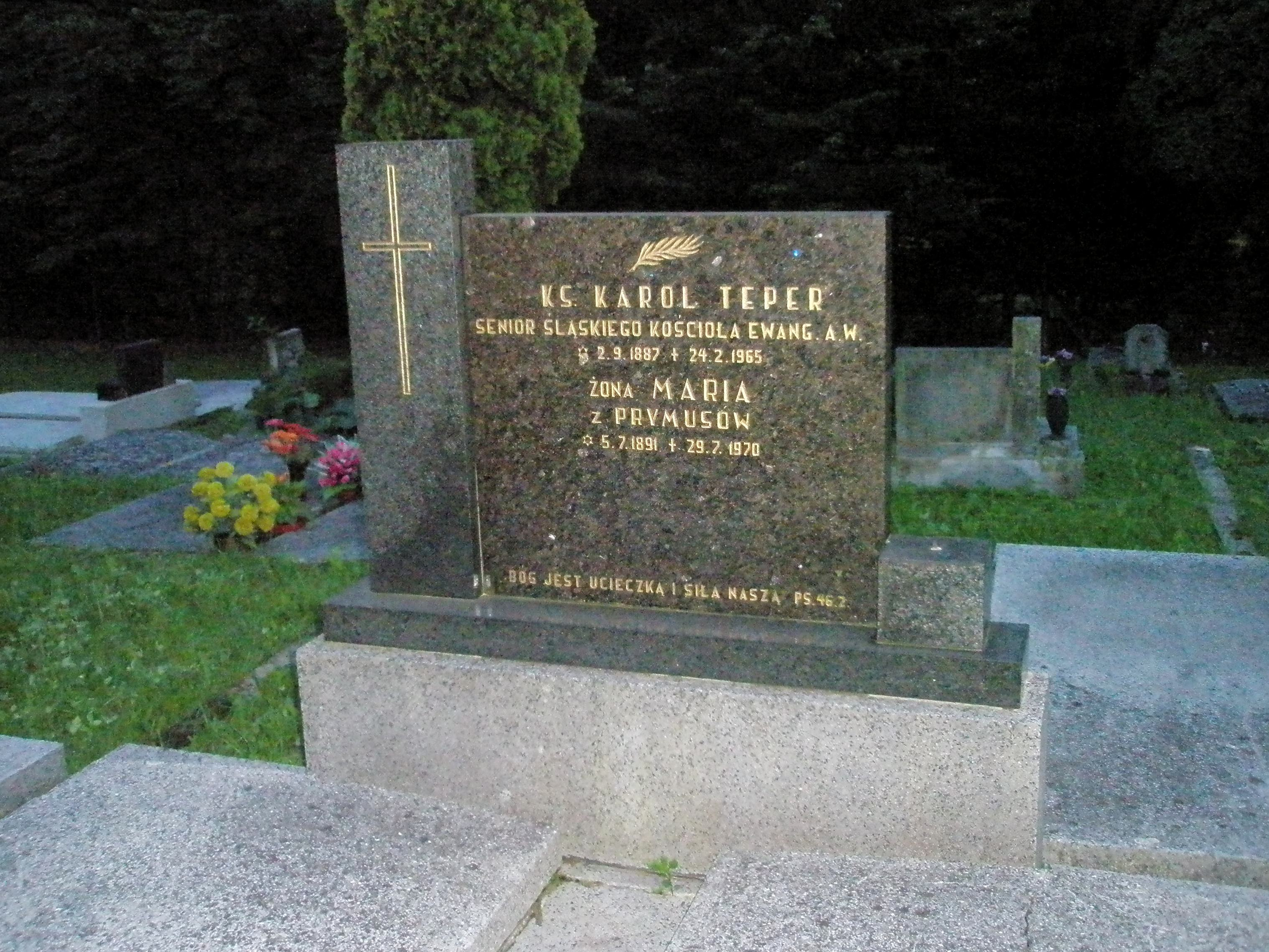
Hrob evangelického seniora Karola Tepera